# Kosarzew Górny
Kosarzew Górny – wieś w Polsce położona w województwie lubelskim, w powiecie lubelskim, w gminie Krzczonów. We wsi swoje źródła ma rzeka Kosarzewka.
Do 11 października 1973 w gminie Bychawa.
W latach 1954–1972 wieś należała i była siedzibą władz gromady Kosarzew Górny. W latach 1975–1998 miejscowość należała administracyjnie do ówczesnego województwa lubelskiego.
Wieś stanowi sołectwo gminy Krzczonów. Według Narodowego Spisu Powszechnego z roku 2011 wieś liczyła 155 mieszkańców.
Wierni Kościoła rzymskokatolickiego należą do parafii Najświętszej Maryi Panny Matki Kościoła w Kosarzewie.